# Совершенное множество
Совершенное множество — замкнутое множество, не имеющее изолированных точек, то есть совпадающее с множеством всех своих предельных точек.  

## Примеры
- Классическим примером нигде не плотного, совершенного множества является Канторово множество.

## Свойства
- Всякое непустое совершенное множество евклидова пространства имеет мощность континуума (обобщение теоремы Кантора о том, что каждое совершенное множество на отрезке числовой оси имеет мощность континуума)[1].
- Множество точек конденсации любого множества является совершенным.

## Теорема Кантора — Бендиксона
Теорема Кантора — Бендиксона является утверждением о структуре всякого  несчётного замкнутого множества. Эта теорема обобщена  на случай замкнутых подмножеств метрического  пространства со счётной базой (см. теорема Линделёфа)

### Формулировка
Всякое несчётное замкнутое множество {\displaystyle M} есть сумма совершенного множества своих точек конденсации и не более, чем счетного множества остальных точек.

### Доказательство
Доказательство опирается на три теоремы. Оно вытекает из теорем 2 и 3. Для доказательства достаточно заметить, что множество точек конденсации {\displaystyle N\subset M} в силу замкнутости  {\displaystyle M}. 

#### Теорема 1
Для того, чтобы точка {\displaystyle a} была точкой конденсации множества {\displaystyle M}, необходимо и достаточно, чтобы любая
рациональная окрестность точки {\displaystyle a} содержала несчётное множество точек из  {\displaystyle M}.

##### Пояснения
Рациональной окрестностью точки  {\displaystyle a} называется любой интервал с рациональными концами, содержащими эту точку, которая может и не быть центром интервала.  

##### Доказательство

###### Необходимость
Пусть {\displaystyle a} — точка конденсации и {\displaystyle (r',r'')} — произвольная рациональная окрестность точки {\displaystyle a}. Выберем {\displaystyle \delta <\min(|r'-a|,|r''-a|)}. Тогда окрестность {\displaystyle (a-\delta ,a+\delta )} точки {\displaystyle a} попадёт целиком в {\displaystyle (r',r'')}. Так как {\displaystyle a} — точка конденсации, то  {\displaystyle (a-\delta ,a+\delta )}, а тем самым и {\displaystyle (r',r'')}, будут содержать несчётное множество точек из   {\displaystyle M}.

###### Достаточность
Пусть любая рациональная окрестность точки {\displaystyle a} содержит несчётное множество точек из {\displaystyle M}. Рассмотрим произвольную окрестность {\displaystyle (a-\delta ,a+\delta )} точки  {\displaystyle a} и пусть {\displaystyle r'} и {\displaystyle r''} — два рациональных числа, расположенные соответственно между {\displaystyle a-\delta } и {\displaystyle a} и между 
{\displaystyle a} и {\displaystyle a+\delta }. Тогда в окрестность {\displaystyle (a-\delta ,a+\delta )} попадёт целиком рациональная окрестность {\displaystyle (r',r'')} а вместе с ней и несчётное множество точек из {\displaystyle M}. Но это значит, что {\displaystyle a} есть точка конденсации.  

#### Теорема 2

##### Формулировка
Всякое несчётное множество {\displaystyle M} содержит несчётное множество своих точек конденсации.  

###### Доказательство
Пусть {\displaystyle R} — множество точек из {\displaystyle M}, не являющимися точками конденсации множества {\displaystyle M}. Если {\displaystyle R=\varnothing }, то доказывать нечего. Пусть {\displaystyle R\neq \varnothing } и {\displaystyle x\in R} .
Так как  {\displaystyle x} не является точкой конденсации, то найдется рациональная окрестность {\displaystyle (r'_{x},r''_{x})} точки {\displaystyle x}, содержащая не более счётного множества точек из {\displaystyle M}, в том числе точек из {\displaystyle R}. Таким образом, все множество {\displaystyle R} может быть заключено в некоторую систему рациональных интервалов, 
каждый из которых содержит не более счётного числа точек из {\displaystyle R}. Так как всех рациональных интервалов счётное множество, то отсюда следует, что {\displaystyle R} также не более чем счётно. Тогда {\displaystyle M\backslash R} —
множество точек конденсации множества {\displaystyle M} несчетно.   

#### Теорема 3

##### Формулировка
Множество {\displaystyle N} точек конденсации несчётного множества {\displaystyle M} совершенно.

##### Доказательство
Покажем сначала, что {\displaystyle N} замкнуто. Пусть {\displaystyle x\in N'} и {\displaystyle (r'_{x},r''_{x})} — произвольный рациональный интервал, содержащий точку  {\displaystyle x}. Для достаточно малого {\displaystyle \delta } интервал {\displaystyle (x-\delta ,x+\delta )} попадёт целиком внутрь {\displaystyle (r'_{x},r''_{x})}. Так как {\displaystyle x} — предельная точка для множества точек конденсации, то {\displaystyle (x-\delta ,x+\delta )} содержит хотя бы одну точку конденсации
{\displaystyle x_{0}}, а вместе с ней и некоторую окрестность точки {\displaystyle x_{0}}. Но тогда эта окрестность, а следовательно, и  {\displaystyle (r'_{x},r''_{x})}, содержит несчётное множество точек из {\displaystyle M}, и поскольку {\displaystyle (r'_{x},r''_{x})} — произвольная рациональная окрестность точки {\displaystyle x}, то {\displaystyle x} есть точка конденсации, то есть {\displaystyle x\in N}. Покажем, что {\displaystyle N} не содержит изолированных точек. Пусть {\displaystyle x_{0}} — произвольная точка из {\displaystyle N} и {\displaystyle (x_{0}-\eta ,x_{0}+\eta )} — произвольная окрестность точки {\displaystyle x_{0}}. Тогда эта окрестность содержит несчётное множество точек из {\displaystyle M} . Рассмотрим несчётное множество {\displaystyle M_{1}=M\cap (x_{0}-\eta ,x_{0}+\eta )}. По теореме 1 оно содержит несчётное множество своих точек конденсации. Каждая точка конденсации для  {\displaystyle M_{1}} есть в то же время точка конденсации для  {\displaystyle M}. Следовательно, внутрь {\displaystyle (x_{0}-\eta ,x_{0}+\eta )} попадает несчётное множество точек из {\displaystyle N}, и, таким образом, {\displaystyle x_{0}} не является изолированной точкой этого множества.